# Borussia Verein für Bewegungspiele Neunkirchen 1967-1968
Questa voce raccoglie le informazioni riguardanti il Borussia Verein für Bewegungspiele Neunkirchen nelle competizioni ufficiali della stagione 1967-1968.

## Stagione
Nella stagione 1967-1968 il Borussia Neunkirchen, allenato da Zeljko Čajkovski, concluse il campionato di Bundesliga al 17º posto. In Coppa di Germania il Borussia Neunkirchen fu eliminato al primo turno dall'Eintracht Braunschweig.

## Rosa
| N. |                     | Ruolo | Calciatore       |
| -- | ------------------- | ----- | ---------------- |
|    | Germania (bandiera) | P     | Willi Ertz       |
|    | Germania (bandiera) | P     | Horst Kirsch     |
|    | Germania (bandiera) | D     | Peter Czernotzky |
|    | Germania (bandiera) | D     | Erich Leist      |
|    | Germania (bandiera) | D     | Werner Martin    |
|    | Germania (bandiera) | D     | Gerd Regitz      |
|    | Germania (bandiera) | D     | Jürgen Rohweder  |
|    | Germania (bandiera) | D     | Dieter Schock    |
|    | Germania (bandiera) | D     | Günter Schröder  |
|    | Germania (bandiera) | C     | Erich Hermesdorf |
|    | Germania (bandiera) | C     | Günther Kuntz    |
|    | Germania (bandiera) | C     | Jürgen Müller    |

| N. |                     | Ruolo | Calciatore       |
| -- | ------------------- | ----- | ---------------- |
|    | Germania (bandiera) | C     | Volker Münz      |
|    | Germania (bandiera) | C     | Gerd Schley      |
|    | Germania (bandiera) | C     | Dieter Schmidt   |
|    | Germania (bandiera) | C     | Willi Seebauer   |
|    | Germania (bandiera) | A     | Jürgen Fuhrmann  |
|    | Germania (bandiera) | A     | Wolfgang Gayer   |
|    | Germania (bandiera) | A     | Ludwig Lang      |
|    | Germania (bandiera) | A     | Hans Linsenmaier |
|    | Germania (bandiera) | A     | Jürgen Pontes    |
|    | Germania (bandiera) | A     | Hugo Ulm         |
|    | Germania (bandiera) | A     | Jürgen Wingert   |

## Organigramma societario
Area tecnica
- Allenatore: Zeljko Čajkovski
- Allenatore in seconda:
- Preparatore dei portieri:
- Preparatori atletici:

## Calciomercato

### Sessione estiva
| Acquisti | Acquisti        | Acquisti        | Acquisti |
| R.       | Nome            | da              | Modalità |
| -------- | --------------- | --------------- | -------- |
| D        | Jürgen Rohweder | Saar 05         |          |
| A        | Hugo Ulm        | Phönix Bellheim |          |

| Cessioni | Cessioni      | Cessioni        | Cessioni |
| R.       | Nome          | a               | Modalità |
| -------- | ------------- | --------------- | -------- |
| A        | Günter Heiden | FSV Francoforte |          |

## Risultati

### Bundesliga

#### Girone di andata
| Arbitro: | Riegg |

|                               |           |                |
| Roggensack 23’ Kapitulski 60’ | Marcatori | 84’ Hermesdorf |

| Arbitro: | Eschweiler |

|                      |           |                       |
| Linsenmaier 44’, 86’ | Marcatori | 73’ Strehl 90’ Müller |

| Arbitro: | Heumann |

|                                      |           |          |
| Wild 32’ Kostedde 62’ van Haaren 81’ | Marcatori | 24’ Lang |

| Arbitro: | Wengenmayer |

|  |           |             |
|  | Marcatori | 28’ Glenski |

| Arbitro: | Hense |

|                               |           |  |
| Siemensmeyer 45’ Heynckes 88’ | Marcatori |  |

| Arbitro: | Radermacher |

|                  |           |            |
| Gayer 52’ (rig.) | Marcatori | 76’ Schauß |

| Arbitro: | Schreiner |

|                                                               |           |  |
| Emmerich 3’, 78’ Wosab 27’, 87’ Kirsch 38’ (aut.) Assauer 39’ | Marcatori |  |

| Arbitro: | Hennig |

|                           |           |                 |
| Gayer 5’, 43’, 59’ (rig.) | Marcatori | 44’, 82’ Ehmann |

| Arbitro: | Seiler |

|                           |           |          |
| Linsenmaier 62’ Gayer 77’ | Marcatori | 49’ Löhr |

| Amburgo 21 ottobre 1967, ore 16:00 CET 10ª giornata | Amburgo   | 0 – 0 referto | Borussia Neunkirchen | Volksparkstadion (12 000 spett.)\| Arbitro: \| Schreiner \| |
| Arbitro:                                            | Schreiner |               |                      |                                                             |

| Arbitro: | Herden |

|                |           |                        |
| Gayer 66’, 69’ | Marcatori | 57’ Grabowski 79’ Lotz |

| Arbitro: | Schulz |

|                                                                          |           |  |
| Meyer 28’, 53’, 66’, 86’ Netzer 43’, 55’ Wimmer 50’, 88’ Laumen 72’, 73’ | Marcatori |  |

| Arbitro: | Weyland |

|           |           |                     |
| Gayer 17’ | Marcatori | 4’ Elfert 86’ Ulsaß |

| Arbitro: | Horstmann |

|                                                    |           |  |
| Schmidt 39’ Küppers 45’, 62’ Kohlars 84’ Reich 86’ | Marcatori |  |

| Arbitro: | Tschenscher |

|           |           |                                                        |
| Gayer 48’ | Marcatori | 25’ Senger 56’ Wittkamp 84’ Pohlschmidt 87’, 90’ Kraus |

| Arbitro: | Herden |

|                              |           |              |
| Weidmann 38’ Ertz 54’ (aut.) | Marcatori | 43’ Seebauer |

| Neunkirchen 9 dicembre 1967, ore 15:30 CET 17ª giornata | Borussia Neunkirchen | 0 – 0 referto | Werder Brema | Ellenfeldstadion (6 000 spett.)\| Arbitro: \| Binder \| |
| Arbitro:                                                | Binder               |               |              |                                                         |

#### Girone di ritorno
| Arbitro: | Radermacher |

|                    |           |                |
| Lang 13’ Kuntz 84’ | Marcatori | 72’ Kapitulski |

| Arbitro: | Basedow |

|                            |           |  |
| Brungs 50’, 89’ Müller 64’ | Marcatori |  |

| Arbitro: | Handwerker |

|               |           |               |
| Lang 14’, 27’ | Marcatori | 75’ Heidemann |

| Arbitro: | Schäfer |

|                                                     |           |                 |
| Ferdinand 16’, 27’ Klostermann 61’ Glenski 76’, 86’ | Marcatori | 72’ Linsenmaier |

| Arbitro: | Eschweiler |

|                                    |           |             |
| Leist 37’ (rig.) Ulm 61’ Kuntz 63’ | Marcatori | 85’ Skoblar |

| Arbitro: | Voß |

|                                               |           |  |
| Müller 23’ Ohlhauser 72’, 82’ Beckenbauer 78’ | Marcatori |  |

| Arbitro: | Ohmsen |

|                                            |           |                       |
| Linsenmaier 15’ Leist 72’ (rig.) Gayer 76’ | Marcatori | 63’ Assauer 74’ Wosab |

| Arbitro: | Malka |

|                                          |           |                  |
| Dobat 5’, 16’, 72’ Zaczyk 15’ Müller 26’ | Marcatori | 86’ (rig.) Leist |

| Arbitro: | Herbort |

|                      |           |                 |
| Löhr 44’ Thielen 89’ | Marcatori | 86’ Linsenmaier |

| Arbitro: | Betz |

|  |           |                           |
|  | Marcatori | 14’, 33’ Hönig 87’ Libuda |

| Arbitro: | Schmidt |

|                                          |           |                 |
| Bechtold 38’, 68’ Friedrich 63’ Lotz 69’ | Marcatori | 18’ Linsenmaier |

| Arbitro: | Siebert |

|  |           |                                  |
|  | Marcatori | 7’ Laumen 60’, 78’ (rig.) Netzer |

| Arbitro: | Seiler |

|                                                   |           |                                  |
| Moll 38’ Polywka 40’ Schmidt 51’ Ulsaß 76’ (rig.) | Marcatori | 57’ (rig.) Gayer 90’ Linsenmaier |

| Arbitro: | Thier |

|                  |           |  |
| Gayer 41’ (rig.) | Marcatori |  |

| Arbitro: | Mailand |

|                              |           |  |
| Pohlschmidt 32’ Wittkamp 70’ | Marcatori |  |

| Arbitro: | Voß |

|  |           |                                                              |
|  | Marcatori | 7’ Köppel 40’ Haug 81’ Handschuh 82’ (aut.) Regitz 89’ Gress |

| Arbitro: | Malka |

|                        |           |            |
| Schmidt 27’ Lorenz 35’ | Marcatori | 50’ Pontes |

### Coppa di Germania
| Arbitro: | Niemeyer |

|                           |           |                        |
| Linsenmaier 27’ Kuntz 76’ | Marcatori | 18’, 25’ Berg 79’ Dulz |

## Statistiche

### Statistiche di squadra
| Competizione      | Punti | In casa | In casa | In casa | In casa | In casa | In casa | In trasferta | In trasferta | In trasferta | In trasferta | In trasferta | In trasferta | Totale | Totale | Totale | Totale | Totale | Totale | DR  |
| Competizione      | Punti | G       | V       | N       | P       | Gf      | Gs      | G            | V            | N            | P            | Gf           | Gs           | G      | V      | N      | P      | Gf     | Gs     | DR  |
| ----------------- | ----- | ------- | ------- | ------- | ------- | ------- | ------- | ------------ | ------------ | ------------ | ------------ | ------------ | ------------ | ------ | ------ | ------ | ------ | ------ | ------ | --- |
| Bundesliga        | 19    | 17      | 7       | 4       | 6       | 23      | 32      | 17           | 0            | 1            | 16           | 10           | 61           | 34     | 7      | 5      | 22     | 33     | 93     | -60 |
| Coppa di Germania | -     | 1       | 0       | 0       | 1       | 2       | 3       | 0            | 0            | 0            | 0            | 0            | 0            | 1      | 0      | 0      | 1      | 2      | 3      | -1  |
| Totale            | 19    | 18      | 7       | 4       | 7       | 25      | 35      | 17           | 0            | 1            | 16           | 10           | 61           | 35     | 7      | 5      | 23     | 35     | 96     | -61 |

### Andamento in campionato
| Giornata  | 1  | 2  | 3  | 4  | 5  | 6  | 7  | 8  | 9  | 10 | 11 | 12 | 13 | 14 | 15 | 16 | 17 | 18 | 19 | 20 | 21 | 22 | 23 | 24 | 25 | 26 | 27 | 28 | 29 | 30 | 31 | 32 | 33 | 34 |
| --------- | -- | -- | -- | -- | -- | -- | -- | -- | -- | -- | -- | -- | -- | -- | -- | -- | -- | -- | -- | -- | -- | -- | -- | -- | -- | -- | -- | -- | -- | -- | -- | -- | -- | -- |
| Luogo     | T  | C  | T  | C  | T  | C  | T  | C  | C  | T  | C  | T  | C  | T  | C  | T  | C  | C  | T  | C  | T  | C  | T  | C  | T  | T  | C  | T  | C  | T  | C  | T  | C  | T  |
| Risultato | P  | N  | P  | P  | P  | N  | P  | V  | V  | N  | N  | P  | P  | P  | P  | P  | N  | V  | P  | V  | P  | V  | P  | V  | P  | P  | P  | P  | P  | P  | V  | P  | P  | P  |
| Posizione | 12 | 14 | 16 | 17 | 17 | 17 | 17 | 17 | 16 | 15 | 17 | 17 | 17 | 17 | 18 | 18 | 18 | 17 | 17 | 17 | 17 | 17 | 17 | 17 | 17 | 17 | 17 | 17 | 17 | 17 | 17 | 17 | 17 | 17 |

Legenda:

Luogo: C = Casa; T = Trasferta. Risultato: V = Vittoria; N = Pareggio; P = Sconfitta.

### Statistiche dei giocatori
| Giocatore      | Bundesliga | Bundesliga | Bundesliga  | Bundesliga | Coppa di Germania | Coppa di Germania | Coppa di Germania | Coppa di Germania | Totale   | Totale | Totale      | Totale     |
| Giocatore      | Presenze   | Reti       | Ammonizioni | Espulsioni | Presenze          | Reti              | Ammonizioni       | Espulsioni        | Presenze | Reti   | Ammonizioni | Espulsioni |
| -------------- | ---------- | ---------- | ----------- | ---------- | ----------------- | ----------------- | ----------------- | ----------------- | -------- | ------ | ----------- | ---------- |
| P. Czernotzky  | 29         | 0          | 0           | 0          | 1                 | 0                 | 0                 | 0                 | 30       | 0      | 0           | 0          |
| W. Ertz        | 13         | 0          | 0           | 0          | 0                 | 0                 | 0                 | 0                 | 13       | 0      | 0           | 0          |
| J. Fuhrmann    | 17         | 0          | 0           | 0          | 0                 | 0                 | 0                 | 0                 | 17       | 0      | 0           | 0          |
| W. Gayer       | 34         | 12         | 0           | 0          | 1                 | 0                 | 0                 | 0                 | 35       | 12     | 0           | 0          |
| E. Hermesdorf  | 23         | 1          | 0           | 0          | 1                 | 0                 | 0                 | 0                 | 24       | 1      | 0           | 0          |
| H. Kirsch      | 23         | 0          | 0           | 0          | 1                 | 0                 | 0                 | 0                 | 24       | 0      | 0           | 0          |
| G. Kuntz       | 32         | 2          | 0           | 0          | 1                 | 1                 | 0                 | 0                 | 33       | 3      | 0           | 0          |
| L. Lang        | 14         | 4          | 0           | 0          | 0                 | 0                 | 0                 | 0                 | 14       | 4      | 0           | 0          |
| E. Leist       | 23         | 3          | 0           | 0          | 1                 | 0                 | 0                 | 0                 | 24       | 3      | 0           | 0          |
| H. Linsenmaier | 29         | 8          | 0           | 1          | 1                 | 1                 | 0                 | 0                 | 30       | 9      | 0           | 1          |
| W. Martin      | 14         | 0          | 0           | 0          | 1                 | 0                 | 0                 | 0                 | 15       | 0      | 0           | 0          |
| J. Müller      | 9          | 0          | 0           | 0          | 0                 | 0                 | 0                 | 0                 | 9        | 0      | 0           | 0          |
| V. Münz        | 11         | 0          | 0           | 0          | 0                 | 0                 | 0                 | 0                 | 11       | 0      | 0           | 0          |
| J. Pontes      | 5          | 1          | 0           | 0          | 0                 | 0                 | 0                 | 0                 | 5        | 1      | 0           | 0          |
| G. Regitz      | 29         | 0          | 0           | 1          | 1                 | 0                 | 0                 | 0                 | 30       | 0      | 0           | 1          |
| J. Rohweder    | 22         | 0          | 0           | 0          | 1                 | 0                 | 0                 | 0                 | 23       | 0      | 0           | 0          |
| G. Schley      | 1          | 0          | 0           | 0          | 0                 | 0                 | 0                 | 0                 | 1        | 0      | 0           | 0          |
| D. Schmidt     | 8          | 0          | 0           | 0          | 0                 | 0                 | 0                 | 0                 | 8        | 0      | 0           | 0          |
| D. Schock      | 24         | 0          | 0           | 0          | 1                 | 0                 | 0                 | 0                 | 25       | 0      | 0           | 0          |
| G. Schröder    | 0          | 0          | 0           | 0          | 0                 | 0                 | 0                 | 0                 | 0        | 0      | 0           | 0          |
| W. Seebauer    | 4          | 1          | 0           | 1          | 1                 | 0                 | 0                 | 0                 | 5        | 1      | 0           | 1          |
| H. Ulm         | 27         | 1          | 0           | 0          | 0                 | 0                 | 0                 | 0                 | 27       | 1      | 0           | 0          |
| J. Wingert     | 7          | 0          | 0           | 0          | 0                 | 0                 | 0                 | 0                 | 7        | 0      | 0           | 0          |